# Tomše
Tomše je priimek več znanih Slovencev:
- Andrej Tomše, ulični umetnik, "cirkusant"
- Bojana Tomše, fotografinja
- Dušan Tomše (1930—1986), gledališčnik (režiser, teatrolog, dramaturg, prevajalec), kulturni delavec
- Fran Tomše (1892—1972), generalštabni polkovnik
- Ida Tomše (-Vrečko) (1946—2014), umetnostna zgodovinarka
- Ivan Tomše (*1942), politik, fotograf/vizualni umetnik, planinec, publicist
- Joža Tomše (1850—1937), feldmaršalporočnik avstro-ogrske vojske
- Tone Tomše (?—2012), planinski delavec, markacist